# Jazian Gortman
Jazian Gortman (Columbia, 14 marzo 2003) è un cestista statunitense, professionista nella NBA con i Dallas Mavericks e in G League con i Texas Legends.

## Carriera
Dopo la high school, decide di diventare pro e giocare per gli YNG Dreamerz nella Overtime Elite, dove rimane un anno. Nel 2023 si dichiara per il Draft NBA, non venendo però scelto. Trascorre quindi un anno in G League giocando per i Wisconsin Herd e per i Rip City Remix, per poi, nel 2024, firmare un two-way contract con i Dallas Mavericks, venendo poi associato ai Texas Legends.

## Statistiche

### Overtime Elite
| Anno      | Squadra      | PG | PT | MP   | TC%  | 3P%  | TL%  | RP  | AP  | PRP | SP  | PP   |
| --------- | ------------ | -- | -- | ---- | ---- | ---- | ---- | --- | --- | --- | --- | ---- |
| 2022-2023 | YNG Dreamerz | 17 | -  | 26,9 | 45,3 | 32,9 | 80,8 | 4,8 | 3,9 | 2,5 | 0,1 | 13,9 |
| Carriera  | Carriera     | 17 | -  | 26,9 | 45,3 | 32,9 | 80,8 | 4,8 | 3,9 | 2,5 | 0,1 | 13,9 |

### NBA

#### Regular Season
| Anno      | Squadra          | PG | PT | MP  | TC%  | 3P%  | TL% | RP  | AP  | PRP | SP  | PP  |
| --------- | ---------------- | -- | -- | --- | ---- | ---- | --- | --- | --- | --- | --- | --- |
| 2024-2025 | Dallas Mavericks | 6  | 0  | 2,3 | 60,0 | 66,7 | -   | 0,2 | 0,0 | 0,0 | 0,2 | 1,3 |
| Carriera  | Carriera         | 6  | 0  | 2,3 | 60,0 | 66,7 | -   | 0,2 | 0,0 | 0,0 | 0,2 | 1,3 |

### G League
| Anno      | Squadra        | PG | PT | MP   | TC%  | 3P%  | TL%  | RP  | AP  | PRP | SP  | PP   |
| --------- | -------------- | -- | -- | ---- | ---- | ---- | ---- | --- | --- | --- | --- | ---- |
| 2023-2024 | Wisconsin Herd | 18 | 2  | 14,7 | 41,7 | 31,6 | 90,0 | 1,9 | 2,7 | 0,2 | 0,3 | 6,9  |
| 2023-2024 | Rip City Remix | 23 | 3  | 21,2 | 40,4 | 30,5 | 63,6 | 2,7 | 4,2 | 0,8 | 0,1 | 10,5 |
| Carriera  | Carriera       | 41 | 5  | 18,4 | 40,8 | 30,8 | 71,9 | 2,3 | 3,6 | 0,4 | 0,1 | 9,0  |